# Иванов, Егор Сергеевич
Его́р Серге́евич Ивано́в (укр. Єгор Сергійович Іванов; 30 августа 1991) — украинский футболист, нападающий

## Биография

### Клубная карьера
Начал заниматься футболом в шесть лет. С 2004 года по 2008 год выступал в детско-юношеской футбольной лиге Украины за днепропетровский УФК.
Летом 2008 года перешёл в дубль полтавской «Ворсклы», после того как прошёл просмотр в команде. 17 июля 2008 года дебютировал в молодёжном первенстве Украины в выездном матче против «Харькова» (1:2), Иванов вышел на 83 минуте вместо Артём Громова. Первый гол в молодёжном чемпионате забил 23 октября 2008 года в выездном матче против киевского «Арсенала» (0:1), Иванов забил гол на 85 минуте в ворота Сергея Погорелого и этот мяч стал победным в игре. Во время игры за молодёжный состав «Ворсклы» он получил травму голеностопа. Всего за дублёров «Ворсклы» в молодёжном первенстве провёл 20 матчей и забил 2 гола в сезоне 2008/09, а команда заняла 4 место и лишь по разнице забитых и пропущенных мячей уступила одесскому «Черноморцу».
Летом 2009 года перешёл в мариупольский «Ильичёвец». Вначале выступал за «Ильичёвец-2» во Второй лиге Украины, где провёл 5 матчей и забил 2 гола (дубль в ворота «Металлурга-2»). В сезоне 2009/10 Иванов в молодёжном первенстве сыграл 20 матчей и не забил ни одного гола. В следующем сезоне 2010/11 стал лучшим бомбрадиром дубля «Ильичёвца», забив 8 голов в 26 играх. Причём в первой половине чемпионата он забил всего 1 мяч, а во второй семь. «Ильичёвец» в турнире занял 5 место.
26 сентября 2011 года дебютировал в Премьер-лиге Украины в выездном мачте против симферопольской «Таврии» (3:2), тренер Валерий Яремченко выпустил его на поле в конце игры на 85 минуте вместо Игоря Тищенко.
В 2012 году перешёл в кировоградскую «Звезду»

### Карьера в сборной
В конце марта 2009 года впервые был вызван в состав юношеской сборной Украины до 19 лет, тренером Анатолием Бузником на учебно-тренировочный сбор. Где сыграл в нескольких спаррингах в составе сборной.
В конце июля 2010 года был вызван в Павлом Яковенко в молодёжную сборную Украины до 21 года.